# Кримски рат
Кримски рат је започео 1853, а завршио је 1856. године. Водио се између Русије и алијансе коју су сачињавали Уједињено Краљевство, Француска, Османско царство и италијанска Краљевина Пијемонт. Рат су одликовале катастрофалне одлуке заповедног кадра Алијансе и лоша логистика свих зараћених страна (која је резултовала у великим губицима невезаним за ратне операције). Сукоб се водио за превласт на Балкану, Дарданелима и Блиском истоку. Русија је изгубила део Бесарабије и протекторат над дунавским кнежевинама и право држања ратне флоте у Црном мору. Кримски рат се показао као тренутак истине за Русију. Рат је ослабио војску, исушио ризницу новца и поткопао утицај Русије у Европи. Овако ослабљеној Русији, биле су потребне деценије да се опорави. Понижење је присилило припаднике руске образоване елите да пронађу узроке, као и саме проблеме Царства и да препознају потребу за темељним реформама. Они су видели брзу модернизацију земље као једини начин враћања статуса европске силе. Рат је тако био катализатор реформи руских социјалних институција, укључујући кметство, правду, локалну самоуправу, образовање и војну службу. У новије време, научници су такође скренули пажњу на утицај Кримског рата на развој руског националистичког дискурса.

## Руски експанзионизам
Русија је, као чланица Светог савеза, деловала као "полиција Европе", одржавајући равнотежу снага која је успостављена Бечким уговором 1815.године. Русија је помогла најпре Аустрији у сузбијању мађарске револуције 1848.године, и за исто то је очекивала захвалност; желела је подршку у решавању својих проблема са Османским царством. Британија није могла толерисати руску превласт над османским пословима, јер би то довело у питање њену доминацију над источним Медитераном.
Почевши од Петра Великог почетком 1700-их година, после векова османлијског ширења на север, Русија је започела ширење на југ преко слабо насељених „дивљих поља“,  према лукама топле воде на Црном мору. Циљ је био промовисање трговине током целе године. Непосредни страх Британије била је руска експанзија на штету Османског царства које је Британија желела да сачува. Британци су такође били забринути да би Русија могла напредовати према Британској Индији или кренути ка Скандинавији или западној Европи. Сметање (у облику Отоманског царства) на њеном југозападном боку умањиле би ту претњу. Краљевска морнарица је такође желела да смањи опасност од моћне руске морнарице. 
Русија је настојала да преко унутрашњег уређења у три дунавске вазалне кнежевине осигура свој утицај. Она је успела против Енглеске, те је Порта установила у Србији Савет са доживотним члановима (1838). Због тог ограничења своје власти оставио је кнез Милош Србију (1839), а и његов други наследник Михаило уклонио се из Србије (1842) због сукоба и са Уставобранитељима. Иза њега је изабран Александар Карађорђевић, који се ослањао на Турску и Аустрију у спољашњој, а на Уставобранитеље у унутрашњој политици. Под њим су ударене основице модерног државног уређења Србије. Почела се омладина и Србије као и других балканских држава школовати на Западу и уносити либералне идеје и западну оријентацију.
Русија је била војно слаба, технолошки заостала и административно неспособна. Упркос великим амбицијама према југу, она није изградила своју железничку мрежу у том правцу, а комуникација је била лоша. Бирократија је била проткана корупцијом и неефикасношћу и није била спремна за рат. Са друге стране, морнарица је ослабила и технолошки заостала До краја рата,  слабост руских оружаних снага била је и те како видљива, али је  руско руководство  било одлучно да га реформише.

## Почетак сукоба
Непосредни повод рата укључивао је религијски спор који је кулминирао током педесетих година 19. века да би убрзо прерастао у отворен оружани конфликт. Према тада важећим уговорима из 18. века Француска је била заштитник римокатолика, а Русија православних верника на територији Османског царства. Међутим, дужи период трајао је сукоб између римокатоличких и православних свештеника у Османском царству око полагања права на Цркву Рођења Христовог и Цркву Васкрсења Христовог у Палестини. Почетком педесетих година 19. века обе стране поставиле су захтеве које султан није могао да испуни истовремено. Године 1853. султан је пресудио у корист Француза, упркос жестоким протестима локалних православних свештеника.Дугорочнији узроци укључивали су пад Османског царства и неспремност Британије и Француске да дозволе Русији да стекне територију и власт на штету Османског царства. Средином XIX века огромна Турска је била неоспорно слаба (и по некима на самрти). У таквој ситуацији ставови и политика европских сила имали су изузетан значај. Русија је желела да се прошири на југ, на Балкан и да загосподари Црним морем, а Велика Британија је ово сматрала као претњу за своје интересе на Истоку.
Руски цар Никола I је веровао да ће се споразумети с Великом Британијом, и у тој нади је изјавио британском амбасадору: "Имамо на рукама болесног човека... хајде да се договоримо око поделе његовог наследства." Он је предложио да Велика Британија узме Египат, а да Русија добије Молдавију, Влашку, Бугарску и Цариград који би постао слободна лука.
Кнез Александар Меншиков, царев ађутант, послат је у Цариград са захтевом да добије споразум који би дао Русији стварну заштиту над 20 милиона православних султанових поданика. Пре но што је одговорио, султан Абдул Меџид се посаветовао са британским амбасадором у Турској, лордом Страдфордом де Редклифом, који је уживао нарочито поштовање као осведочени пријатељ Турске. Редклиф је саветовао да се прихвате цареви захтеви и током преговора подстицао је султана на умереност. И поред тога Меџид је одбио руске захтеве.
Руски император Николај I Павлович послао је дипломату кнеза Меншикова у специјалну мисију на Порти. До тада важећим уговорима султан Абдулмеџид I се обавезао „да ће штитити хришћанску религију и њене цркве“, али је Меншиков покушао да издејствује нови уговор по којем би Русији било дозвољено да се умеша у свакој ситуацији у којој сматра да је султанова заштита недовољна. У исто време британска влада послала је у Османско царство дипломату лорда Страфорда, који је одмах по доласку сазнао са Меншиковљево присуство и његове намере. Вештим дипломатским потезима лорд Страфорд је убедио султана да одбаци предложени уговор који је угрожавао независност Турака. Убрзо по сазнању за неуспех преговора руски цар је наредио трупама да умарширају у Молдавију и Влашку (турске кнежевине у којима је Русији био признат статус заштитника православних верника) користећи као изговор султанов неуспех да разреши спор око светих места. Николај је веровао да се европске силе неће претерано бунити због анексије ових отоманских провинција, нарочито имајући у виду руску улогу у гушењу револуције 1848. године.
Када је цар послао своје трупе у Молдавију и Влашку („Дунавске кнежевине“), Уједињено Краљевство је, у покушају да обезбеди стабилност Османског царства, послала флоту у Дарданеле, где јој се придружила и француска флота. И поред заоштравања односа европске силе су се још увек надале да је могуће постићи дипломатски компромис. Представници четири неутралне велике силе - Велике Британије, Француске, Аустрије и Пруске, сусрели су се у Бечу где је усвојена нота за коју се сматрало да ће бити прихватљива и за Русију и за Турску. Руски цар Николај I Павлович је прихватио ноту, али је турски султан Абдулмеџид I, који је сматрао да је документ лоше формулисан и двосмислен, одбио да га усвоји. Уједињено Краљевство, Француска и Аустријско царство су заједно предложиле амандмане са циљем да предложену ноту учине прихватљивом за турског султана, али је њихов предлог био игнорисан од стране руског двора. Уједињено Краљевство и Француска одустале су од даљих преговора док су Аустријско царство и Пруска сматрале да одбацивање предложених амандмана не оправдава прекид даље дипломатске активности усмерене на изналажење решења. Султан је изабрао рат и његове армије су напале руску војску у близини Дунава. Николај је на напад одговорио тако што је послао руску флоту која је 30. новембра 1853. године уништила комплетну отоманску флоту у бици код Синопа (уз северне обале Мале Азије) што је отворило могућност за несметано искрцавање и снабдевање руских снага било где на турској обали. Уништење турске флоте и претња од наставка експанзије Русије узбунила је Велику Британију и Француску које су иступиле у одбрану Османског царства. Након што је 1854. године Русија игнорисала англо-француски ултиматум да се повуче из Дунавских кнежевина, Уједињено Краљевство и Француска објавиле су рат Русији.

## Мировни напори
Николај је претпоставио да ће Аустријско царство у знак захвалност за пружену помоћ приликом гушења револуције 1848. године стати на страну Русије или барем остати неутрално. Међутим, Аустријско царство се осећало угроженом због присуства руских трупа у Дунавским кнежевинама. Када су Уједињено Краљевство и Француска затражиле повлачење руских трупа из ових кнежевина, Аустријско царство је подржало њихов захтев; и иако није одмах објавило рат Русији, одбило је да гарантује своју неутралност. Када је 1854. године Аустријско царство још једном затражило повлачење руских трупа, Русија је, у страху од могућег рата са Аустријом, повукла трупе.
Иако су првобитни разлози за рат нестали када је Русија повукла трупе из дунавских кнежевина, Уједињено Краљевство и Француска нису обуставиле непријатељства. Одлучне да реше Источно питање тако што ће уклонити сталну руску претњу Османском царству, савезнице су поставиле неколико услова за окончање непријатељстава, укључујући и захтев да се Русија одрекне свог протектората над Дунавским кнежевинама; друго, да се одрекне било каквог права да се меша у унутрашње послове Османског царства, а у циљу заштите православног становништва; треће, да се изврши ревизија Конвенције о мореузима из 1841. године и коначно да се свим земљама дозволи коришћење Дунава. Пошто је цар одбио да прихвати ове „Четири тачке“, Кримски рат је настављен.

## Опсада Севастопоља
Иако је основни разлог за почетак рата престао да постоји, у месецима који су следили савезничке трупе су почеле да се искрцавају у Русији, на полуострву Крим и ставили су под опсаду утврђену луку Севастопољ, родно место руског цара и матичну луку Црноморске флоте која је представљала претњу за савезничке интересе у Медитерану. Савезничка војска се изненадила када је видела да су Руси успели за две недеље да подигну одбрамбене насипе са копнене стране Севастопоља. Тако је пропала идеја о лакоме јуришу, а започета је опсада. Прва тежа бомбардовања тврђаве Малахов почела су 17. октобра 1854. Ту је одмах погинуо један од команданата одбране Севастопоља, адмирал Корнилов. Руси су 1854. два пута безуспешно покушали деблокаду града нападима код Балаклаве, где су руске пушке уништиле бригаду британске коњице, и Инкермана. Колера и промрзлине су однеле много већи број освајача него непријатељи. Кримски рат је ускоро постао проблем Велике Британије и Француске због велике неспособности оних који су га водили, због грешака војних старешина, пропуста да се обезбеде одговарајућа одећа, материјална средства и санитетска служба за војнике. Француска је морала да регрутује за ратни поход још 140.000 људи, а савезницима се придружио и Пијемонт који је на Крим послао експедиционе снаге од 15.000 људи тако да би могао да равноправно с великим силама учествује у сваком будућем управљању европском политиком.
Руси, који су били принуђени да униште своје бродове, демонтирали су бродску артиљерију и искористили је да појачају одбрану тврђаве, док су морнари са ових бродова наставили да се боре као пешадија. Током рата Црноморска флота је изгубили четири брода са 120 топова на три палубе, дванаест бродова са 84 топа на две палубе и четири фрегате са по 60 топова и велики број мањих пловила. Адмирал Накимов је смртно рањен у главу шрапнелом и преминуо је 30. јуна 1855. године. Севастопољ је пао након једанаест месеци, 9. септембра, а неутралне земље су почеле да се придружују савезничком циљу. У потпуности изолована и суочена са суморном перспективом инвазије са запада, ако се рат настави, Русија је у марту 1856. поднела предлог за склапање мира. Француска и Британија су подржале такав развој догађаја. Париски мир, који је потписан 30. марта 1856. године, окончао је рат.
Исте године Руси су освојили турски град Карс.

## Завршна фаза рата и мир
Мировни преговори започели су 1856. године на иницијативу Александра II који је наследио Николаја I на престолу. Париским споразумом делимично су прихваћене неке од четири тачке, па су тако руске привилегије у односу на Дунавске кнежевине пренете на велике силе као групу. Такође, трајно је био забрањен улазак у Црно море војним бродовима било које земље. У складу са тим султан и руски цар су се договорили да неће успостављати нове војне луке и арсенале на обали овог мора. Клаузула која се односила на Црно море је у великој мери смањила опасност коју је Русија представљала за Османско царство, а која се манифестовала кроз снагу и присуство Црноморске флоте. Шта више, велике силе обавезале су се да ће поштовати независност и територијални интегритет Османског царства.
Париски уговор био је на снази до 1871. године када је Француска поражена у Француско-пруском рату. Док су се Пруска и друге немачке државе ујединиле и формирале моћно немачко царство, француски император Наполеон III је био принуђен да дозволи формирање Француске републике. Током његове владавине (која је започела 1852. године), Наполеон III се, у намери да задобије подршку Велике Британије супротставио руским ставовима према источном питању. Како руско мешање у унутрашње послове Османског царства ни на који начин није угрожавало француске интересе, Француска је након успостављања републике променила однос према Русији. Охрабрена оваквим француским ставом и уз подршку немачког министра Ота фон Бизмарка Русија је огласила клаузулу о Црном мору неважећом. Пошто Уједињено Краљевство није могло само да силом обезбеди поштовање ове клаузуле Русија је поново формирала Црноморску флоту.
Након што је напустила савез са Русијом, Аустрија је након рата остала дипломатски изолована, што је допринело поразу у Француско-аустријском рату 1859.године, што је резултирало уступањем Ломбардије Краљевини Сардинији, а касније губитком Хабзбуршке владавине над Тосканом и Моденом. То је уједно значило крај аустријског утицаја на Италијанском полуострву.
Русија није учинила ништа да помогне свом бившем савезнику, Аустрији, у Аустро-пруском рату 1866. године. Тада је Аустрија изгубила и Венецију и, што је још важније, њен утицај у већини немачког говорног подручја. Статус Аустрије као велике силе, с уједињењима Немачке и Италије, постао је врло несигуран. Аустрија је била приморана да склопи компромис са Мађарском, што је значило подела Подунавског царства. 
Гаранција Париског уговора за очување османских територија прекршена је 21 годину касније, када је Русија, искориштавајући националистичке немире на Балкану и покушавајући да поврати изгубљени углед, 24. априла 1877. поново објавила рат Османском царству. У овом каснијем Руско-турском рату, Румунија, Србија и Црна Гора стекле су међународно признање независности, а Бугарска је остварила своју аутономију од директне османске владавине.
Кримски рат изазвао је масовни егзодус кримских Татара који су уточиште потражили у Отоманској империји због чега је број становника полуострва нагло опао. Кримски Татари постали су мањина у сопственој земљи. Мировним уговором потписаним у Паризу 30. марта 1856. решено је бар за извесно време Источно питање. Одлучено је да Црно море буде неутрално (ни Турској ни Русији није дозвољено да у њему држе ратну флоту), да Молдавија и Влашка буду независне (Молдавија је увећана прикључењем једног дела руске Бесарабије), да на Дунаву буде слободна пловидба, да Русија одустане од своје улоге заштитника православне цркве у Турској. Заузврат, султан је обећао да ће потврдити повластице својим православним поданицима. 
Мир је свима савезницима донео остварење циљева због којих су ушли у рат. За неко време, Русија је била ослабљена; Француској је први пут од 1815. враћен углед велике силе. Турско Царство се још једном усправило. Најзад, мир је означио знатно јачање француског утицаја на Турску.

## Карактеристике рата
Кримски рат остао је забележен у историји по израженој војној и логистичкој неспособности оличеној у Јуришу лаке коњице који је овековечен у чувеној Тенисоновој поеми. Колера је у великој мери пореметила француске припреме за опсаду Севастопоља док је снажна олуја која се догодила 14. новембра 1854. године потопила скоро тридесет бродова заједно са њиховим непроцењивим теретом. Скандалозни третман рањених војника током јаке зиме која је уследила, а са којим је јавност на западу упозната преко ратних дописника, инспирисао је рад Флоренс Најтингејл и увођење модерних метода неге рањеника. Иако својевремено признат, рад „црне Флоранс Најтингејл“ Мери Секол је остао у сенци њене беле колегинице и тек недавно је поново прихваћен од стране званичне историје. Кримски рат је такође по први пут афирмисао тактичку употребу железнице.

### Значајније битке
- 11. новембар 1853. - уништење отоманске флоте код Синопа.
- 20. септембар 1854. - битка код Алме.
- септембар 1854. - септембар 1855. - опсада Севстопоља.
- 25. октобар 1854. - битка код Балаклаве.
- 5. новембар 1854. - битка код Инкермана.
- 17. фебруар 1855. - битка код Јевпаторије.
- 25. август 1855. - битка на Црној Реци.
- 28. новембар 1855. - опсада Карса.

Рат се завршио победом Алијансе.